# Ava Michelle
Ava Michelle Cota, nota semplicemente come Ava Michelle (Fenton, 10 aprile 2002), è un'attrice, modella e ballerina statunitense, conosciuta principalmente per aver interpretato il ruolo della protagonista Jodi Kreyman nei film Tall Girl e Tall Girl 2.

## Filmografia

### Cinema
- Tall Girl, regia di Nzingha Stewart (2019)
- Tall Girl 2, regia di Emily Ting (2022)

### Televisione
- Mamme sull'orlo di una crisi da ballo (Dance Moms) – serie TV, 18 episodi (2014-2017)
- Beautiful (The Bold and the Beautiful) – serie TV, 2 episodi (2018)